# Anton Štihec
Anton Štihec, magister znanosti, slovenski univerzitetni diplomirani inženir gradbeništva, podjetnik in politik, * 14. november 1964. 
Od leta 2004 do 2014 je bil župan Mestne občine Murska Sobota.